# Gargantua (Mirapolis)
Pour les articles homonymes, voir Gargantua (homonymie).
Gargantua était un parcours scénique du parc d'attractions français Mirapolis, en fonction de 1987 à 1991.

## Histoire

Logo du parc

De 1987 à sa destruction, la statue de Gargantua domine le parc Mirapolis du haut de ses 35 mètres. Le thème de ce dernier est pensé autour des fables et des grands romans de France,.
Les quatre projets de parcs français les plus onéreux au tournant de l'année 1990 affichent leur symbole, leur mascotte telle des marques publicitaires. Gargantua pour Mirapolis (100 millions de dollars), les lutins bleus pour Big Bang Schtroumpf (120 millions de dollars), Astérix pour le parc homonyme (150 millions de dollars) et bien sûr Mickey Mouse pour le parc nommé alors Euro Disneyland (2 milliards de dollars),,,,. Le visage du géant illustre le logo de Mirapolis. À la différence de ses concurrents ci-dessus, les droits du personnage Gargantua sont tombés dans le domaine public.
À l'origine, le géant Gargantua est un personnage issu de la culture populaire,,,,. Après avoir été présent dans le folklore médiéval et avoir laissé des traces dans la toponymie de nombreuses localités,,, auxquels s'ajoutent plus tard des départements, il devient un personnage littéraire au XVIe siècle avec les Chroniques gargantuines avant d'acquérir une notoriété durable dans l'œuvre romanesque de François Rabelais. Ce roman nommé La vie très horrifique du grand Gargantua, père de Pantagruel, jadis composée par M. Alcofribas abstracteur de quintessence. Livre plein de Pantagruélisme, ou plus simplement Gargantua, est le deuxième roman de l'écrivain. Une dizaine d'éditions de Gargantua sont parues du temps de Rabelais.
Lors de la phase d'élaboration de Mirapolis, il est un temps envisagé la construction d'un monorail contournant le lac et traversant la statue de Gargantua.
Réalisée par la SFP, la tête de Gargantua présente des mensurations proportionnelles avec onze mètres de haut, un poids de vingt-huit tonnes, dont quatorze tonnes de charpente, dix tonnes de résine et un chapeau de quatre tonnes. Réalisée avec 500 m3 de polyester moulé, elle est posée sur la structure de la statue le 28 octobre 1986, pendant les dix-huit mois de travaux du parc. La presse est conviée dans le cadre de cet événement.
Propriété de Paris-Parc, le site est officiellement inauguré par Jacques Chirac le 20 mai 1987,. Le grand public accède à Mirapolis — et donc à Gargantua — le 21 mai.
Lors de la saison 1990, l'avant-dernière du parc, celui-ci est victime d'un certain laisser-aller. Géré alors par des forains, divers manquements dans l'organisation du parc sont rapportés dans un article du magazine  Sports Loisirs Tourisme. Lors d'une visite en août, Gargantua — grille à moitié baissée tel une surface commerciale — n'ouvre pas avant 13 h. L'ensemble des attractions n'est pas révisé, la direction attend la fin de la saison pour cela.
Mirapolis doit faire face à plusieurs centaines de millions de francs de pertes. La gestion est reprise par le Club Med, puis par un groupement de forains mené par Marcel Campion, le parc est repris par la société Cergy-Parc, avec à sa tête le Crédit National,,.
L'ensemble du parc ferme définitivement le 20 octobre 1991.
André Campion — directeur de Mirapolis en 1990, frère de Marcel Campion et propriétaire du parc Saint-Paul — récupère différents éléments décoratifs, pour les installer dans son parc,,,,. Comme beaucoup d'autres attractions, le système de transport de Gargantua est acheté par le parc Spreepark dans le but de créer un train fantôme Geisterschloß. Ce système de transport y est installé en 1993. À la suite de problèmes de budget, le projet d'y construire le bâtiment et les décors est stoppé net. Nécessitant une somme de dix millions de deutschemarks, l'ouverture de l'attraction était prévue pour 1997.
En octobre 1993, un permis de démolir est délivré pour les derniers bâtiments en maçonnerie de Mirapolis, dont le colosse. La ville d'adoption de Rabelais — Chinon — se montre intéressée pour l'acquisition de la statue avant de se raviser au vu de la somme importante à débourser pour son démontage, son transport et cheminement à destination et sa reconstruction. À Courdimanche, la statue de Gargantua sur le site est dynamitée à son pied et s'écroule, le 31 août 1995,.
L'allemand Spreepark fait faillite en 2001, le propriétaire de ce dernier se rend au Pérou avec certaines attractions pour y créer un autre parc. Il est arrêté et est mis en prison à la suite de la découverte en 2003 de 167 kg de cocaïne cachés dans le mât de Fliegender Teppich, attraction de type tapis volant modèle 1001 Nacht du constructeur Weber,.
À Spreepark, le système de transport, ses rails et ses gondoles restent en l'état. Certains éléments le composant sont par la suite volés car ils sont précieux. La structure est démontée au milieu des années 2010,,.

## Description

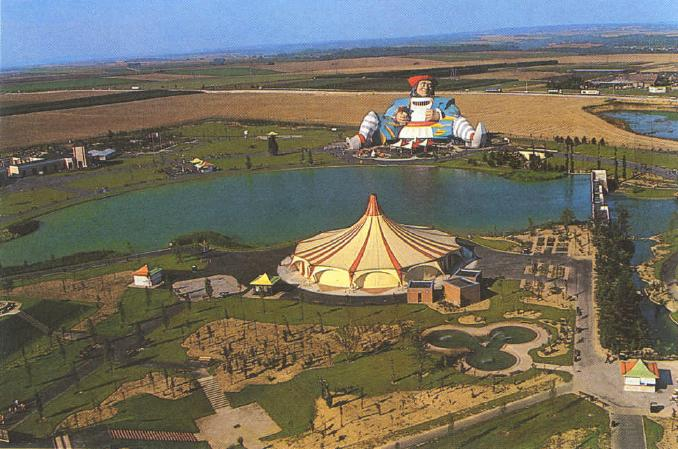
Vue aérienne de Mirapolis

Gargantua était un parcours scénique à Mirapolis. De 1987 à 1991, ses visiteurs sont transportés dans un des soixante wagons suspendus à un rail,. Ceux-ci sont en circulation permanente, si bien que l'embarquement des passagers se faisait en marche via un tapis roulant. Le circuit occupe le premier étage du bâtiment. Située dans le torse du personnage, l'attraction fait dix-huit mètres de haut. Reverchon Industries est le constructeur du système de transport capable de recevoir deux mille passagers à l'heure,. Le parc avait d'abord fait appel à l'entreprise Mack Rides qui n'a pas pu répondre à ses attentes,,,.
Une scène principale composait la majorité du circuit. Dans cette visite intérieure, le public admirait une représentation futuriste du fonctionnement du corps du personnage rabelaisien animé par des rouages, des engrenages ainsi que par le cœur du géant. Il pouvait découvrir par exemple la vie de cent vingt globules robotisés et chantants surnommés « globoles »,,. La scène était aussi composée d'un spectacle laser qui reconstituait la digestion du géant. Pour atteindre le sommet du parcours, la nacelle passait par une scène transitoire. Lorsque le parcours atteignait la collerette de Gargantua, le passager profitait d'une vue panoramique sur Mirapolis et son lac artificiel à trente mètres du sol. La scène transitoire après la collerette est la zone consacrée à la mémoire, celle-ci projetait les images des visiteurs filmées plus tôt dans le parcours. Ce système de « retard d'image » avec un différé de cinq secondes est créé par l'entreprise Syncode Electronic. Le wagon descendait le long de la scène principale et regagnait la station d'embarquement.
Gargantua est l'attraction du parc et également la statue représentant le colosse. Elle est un exemple de l'architecture « canard ». Le géant est représenté assis avec une fourchette garnie d'un bœuf rôti entier à la main gauche et un verre de vin à la main droite,,.
Dans les communiqués de presse, la statue est décrite comme « aussi grand[e] que Beaubourg » en référence au centre d'art et de culture parisien alors que ce dernier le dépasse de sept mètres. Et d'ajouter que si le géant se tenait debout, il atteindrait une taille de 77 mètres,. Cette installation de trente-cinq mètres de haut est à l'époque la plus grande statue creuse d'Europe et la seconde au monde après la statue de la Liberté.
Dans la statue de Gargantua sont installés une attraction, un restaurant et des boutiques. Un restaurant de 450 places occupe le rez-de-chaussée de la statue. Le décor y est disproportionnellement grand. Chaussé de sabots, chacun des pieds gargantuesques est occupé par une boutique.

## Conception et édification
Anne Fourcade est l'architecte de Gargantua et de l'ensemble de Mirapolis. Conçues par celle-ci et la SFP, les scènes de l'attraction sont réalisées par l'entreprise Laser Graphics et la SFP, qui est aussi responsable de l'ingénierie. Meca Electric est constructeur d'automates,.
La société Espace Néon conçoit les effets lumineux spéciaux électroniques, Shuriken Production se charge de tous les aspects sonores de l'attraction ainsi que de la mise en scène. L'adaptation musicale dans les nacelles est réalisée par SamTechnic. Le chantier naval de Limay réalise la peau extérieure du personnage rabelaisien et y effectue des projections de fibre polyester sur treillage. Les quatre parts de la tête sont assemblées, recouvertes de résine, de fibre de verre, d'un film protecteur et de gelcoat.
Chacune des mains du géant pèse trois tonnes, la surface du corps de Gargantua s'étend sur 2 800 m2 pour près de mille tonnes avec 1 600 m2 d'emprise au sol. Gargantua est constitué de trois charpentes métalliques de 240 tonnes ainsi que de quarante tonnes de résine,.

## Discographie
Pour la promotion de l'attraction — et du parc de manière plus générale — différents disques microsillons sont édités. Sortis en 45 tours en 1987, Gargantua et La Chanson des globules sont écrits par Évelyne Courtois et son mari Gérard Hugé. Ces 45 tours font partie d'une série de cinq qui sont alors disponibles à l'achat dans l'enceinte du parc,. Également édité en 7 pouces en 1987, La Parade de Mirapolis est écrite par Jean-Daniel Mercier. Une représentation du géant illustre la pochette.
En 1988, alors que Carlos devient le parrain du parc et s'y produit tous les week-ends, il sort le 45 tours Gargantua écrit par Jean-Daniel Mercier,,,. La face B est la chanson Dame Tartine, thème d'une autre attraction. Les deux titres sont gravés sur l'album du chanteur Chantons Mirapolis avec Carlos - Contes, légendes, histoire et folie, également sorti en 1988. En 2019, la compilation Best Of de Carlos sortie chez MCA Records comprend le titre Gargantua.